# Turmhügel Hausen
Der Turmhügel Hausen ist eine abgegangene mittelalterliche Turmhügelburg (Motte) am nordwestlichen Ortsrand von Hausen, einem heutigen Gemeindeteil von Langenzenn im Landkreis Fürth in Bayern.
Vermutlich diente die Burg der Kontrolle der alten Handelsstraße von Nürnberg über Langenzenn nach Straßburg.
Von der ehemaligen Mottenanlage ist noch der Turmhügel erhalten.